# ルートヴィヒ・フォルグリムラー
ルートヴィヒ・フォルグリムラ－（Ludwig Vorgrimler, 1912年9月7日 - 1983年2月23日）は、ドイツ出身の銃器設計者。スペインの特殊素材技術研究センター（Centro de Estudios Técnicos de Materiales Especiales, セトメ）にてセトメ・ライフルの開発に携わった。セトメ・ライフルで採用されたローラー遅延式ブローバック機構はその後のヘッケラー&コッホ社(H&H)のG3突撃銃やMP5短機関銃に引き継がれた。

## 第二次世界大戦まで
1912年、ドイツ帝国時代のフライブルクに生まれる。彼はいくつかの企業で長らく銃器技師として務めてきた。1936年1月から11月まではクルップ社に勤務している。その後、モーゼル社の銃器研究・開発部局の長を務めていたオットヘルムート・フォン・ロスニッツァー（Ott-Helmuth von Lossnitzer）のスカウトを受けてモーゼル社に入社し、1945年8月まで勤務した。彼は口径15mm以下の軽火器の設計を担当する第37局に配属されており、やがて第37局内の航空火器部門で働くようになる。1944年1月、フォルグリムラーは軍用小銃部門に移り、ローラー遅延式ブローバック機構を利用した重機関銃の設計を任される。この際に設計されたMG215機関銃は敗戦までに完成することはなかったが、のちに行われたMG45機関銃の開発にもフォルグリムラーは携わっていたとされる。MG45機関銃は、MG42機関銃にローラー遅延式ブローバック機構を搭載したものであった。

## 第二次世界大戦後
敗戦後、モーゼル第37局はフランス陸軍省火器研究・生産部（Direction des Études et Fabrications d'Armement, DEFA)の管理下に置かれ、工場はオーベルンドルフDEFA開発局と改称された。1946年、工場の設備および人員がアルザス地域圏ミュルーズに移され、ミュルーズ兵器研究所（Centre d'Etudes et d'Armament de Mulhouse, CEAM）が設置された。ドイツ本土からCEAMへの完全な研究拠点の移行は1948年3月までに完了した。1948年2月、フォルグリムラーと同僚の元モーゼル社技士テオドール・レフラー（Theodor Löffler）はフランス側からローラー遅延式カービンの設計を命じられる。彼らはそれぞれでヴァロンス弾薬廠が開発した7.65x35mm試作弾を用い、大戦末期にモーゼル社が開発していた試作突撃銃StG45を元に設計を行なった。その後、フランスでは米製.30カービン弾の優位を認めて7.65x35mm試作弾のプロジェクトを中止し、フォルグリムラーとレフラーの設計も使用弾が改められることとなる。最終的にレフラーの設計が採用され、フォルグリムラーはレフラー設計の改良を命じられた。しかし、これを不服に思ったフォルグリムラーは1950年6月にCEAMを退職した。
その後、スペインの特殊素材技術研究センター（Centro de Estudios Técnicos de Materiales Especiales, CETME）がフォルグリムラーを雇用した。フランス当局は彼の出国を阻もうとしていたが、1950年9月にフォルグリムラーと家族はマドリードに移った。CETMEがフォルグリムラーに与えた最初の仕事は、7.92×40mm試作弾を用いたローラー遅延式小銃の開発であった。ハルムート・メネキンク技士（Hartmut Menneking）率いる旧ラインメタル社出身技士のグループも9ヶ月前からこの設計に従事しており、既にモデロ1という試作銃も提出していた。フォルグリムラー率いる旧モーゼル社出身技士グループが試作銃モデロ2を提出したのは1950年12月のことである。1952年7月、スペイン政府はモデロ2を原型とする設計の継続を命じた。

## セトメ・モデロB
フォルグリムラーが開発したモデロ2はスペイン当局だけではなく、当時制式小銃の選定を行なっていた西ドイツ国境警備隊からも注目されることとなった。NATO規格外の小銃弾の採用を避けたかった西ドイツ側はCETMEに対して7.62mm口径モデルの開発を打診した。ところがCETMEはこの要望を誤認し、西ドイツが期待した7.62x51mm NATO弾ではなく7.92x40mm弾を用いるモデルの開発を行なった。その後西ドイツ側から改めて説明を受け、NATO弾と同一寸法の弱装弾（7.62x51mm CETME弾）を使用するセトメ・モデロAが開発されたのである。その後モデロAはヘッケラー&コッホ社(H&K)の協力を得て改良が進められ、セトメ・モデロBが開発された。1958年、スペイン陸軍がモデロBをM58の制式名称で採用した。彼は小銃開発への貢献の為、賢王アルフォンソ10世勲章エンコミエンダ章を受章している。
1956年、西ドイツ国境警備隊はセトメ・ライフルの調達計画をキャンセルし、ベルギー製のFN FAL小銃をG1の制式名称で採用した。しかし、新設されたドイツ連邦軍（西ドイツ軍）はセトメ・ライフルに興味を示し、性能試験の為に少数を購入した。ドイツ連邦軍ではG1小銃を更新する次期自動小銃候補としてセトメ・ライフルにG3の識別名を与え、同じく候補として挙がっていたG2小銃（SIG SG510）およびG4小銃（AR-10）との比較試験を行った。1959年1月、ドイツ連邦軍はセトメ・ライフルの制式採用を決定した。西ドイツ政府はセトメ・ライフルのライセンスを購入し、ドイツ国内の銃器メーカーであるH&K社およびラインメタル社での生産を行わせた。その後、H&K社ではG3小銃を原型に様々な銃器の設計を行っていくこととなる。

## 帰国後
1956年夏、フォルグリムラーはドイツへ帰国した。H&K社の重鎮で第37局時代の同僚でもあったアレクス・ザイデル技士は彼をH&K社に引き入れようと複数回の打診を行ったが、結局フォルグリムラーはモーゼル社に戻ることを選び、同社の開発研究部門の長となった。当時、モーゼルがセトメとの企業提携を行っていた為である。またモーゼル社での採用直後、フォルグリムラーはセトメ・ライフルを原型とした軽機関銃の設計を行っている。この設計は商業的な成功を収めなかったものの、後にHK21機関銃の開発に影響を与えたとされる。
1960年代から1970年代にかけて、彼はモーゼル社の技士として複数の特許を取得した。これには民生用のスポーツライフル、ケースレス歩兵銃、モーゼル社とカールスルーエ工業が共同開発していた自動砲の設計などが含まれる。
1983年2月23日、ドイツ国内で死去。